# Захаро
Заха́ро (греч. Ζαχάρω) — малый город в юго-западной Греции, административный центр одноимённой общины (дима) в периферийной единице Элиде в периферии Западной Греции. Захаро находится в западной части полуострова Пелопоннес, на берегу залива Кипарисиакос Ионического моря. Расположен в 191 километре к юго-западу от столицы Греции Афин. Население 3145 жителей по переписи 2011 года.
На небольшом расстоянии от Захаро расположены два самых важных археологических места Греции. В 24 километрах на север расположена древняя Олимпия, и в 45 километрах на запад расположен храм Аполлона в Бассах.

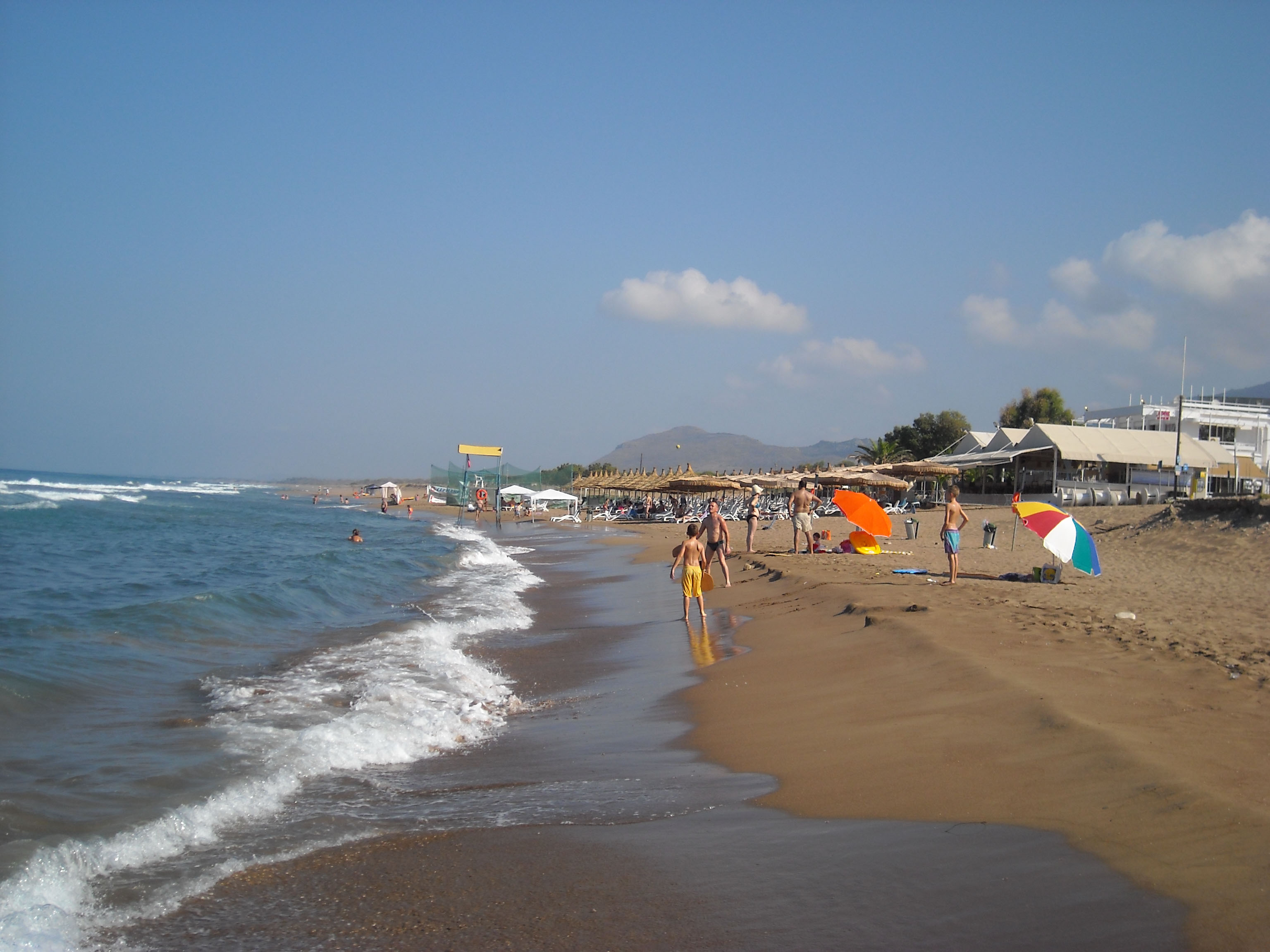
Пляж Захаро и «Пара-Тин-Алос» летом

Через Захаро проходит национальная дорога 9, часть европейского маршрута E55.

## История
История Захаро насчитывает около 180 лет. Статус города получил Захаро в 1881 году.

## Климат
Климат средиземноморский, с мягкой и влажной зимой, жарким и сухим летом.

## Спорт
С 1928 по 2013 год существовал футбольный клуб «Олимбиакос-Захарос». С 2014 года существует «Неос-Олимбиакос-Захарос» («Νέος Ολυμπιακός Ζαχάρως»).

## Сообщество Захаро
В общинное сообщество Захаро входят 4 населённых пункта. Население 3483 жителя по переписи 2011 года. Площадь 21,396 квадратного километра.
| Наименование   | Население (2011), человек |
| -------------- | ------------------------- |
| Айос-Николаос  | 186                       |
| Захаро         | 3145                      |
| Кайафас        | 0                         |
| Като-Ксирохори | 152                       |

## Население
| Год  | Население, человек |
| ---- | ------------------ |
| 1991 | 4421               |
| 2001 | 5224               |
| 2011 | ↘ 3145             |

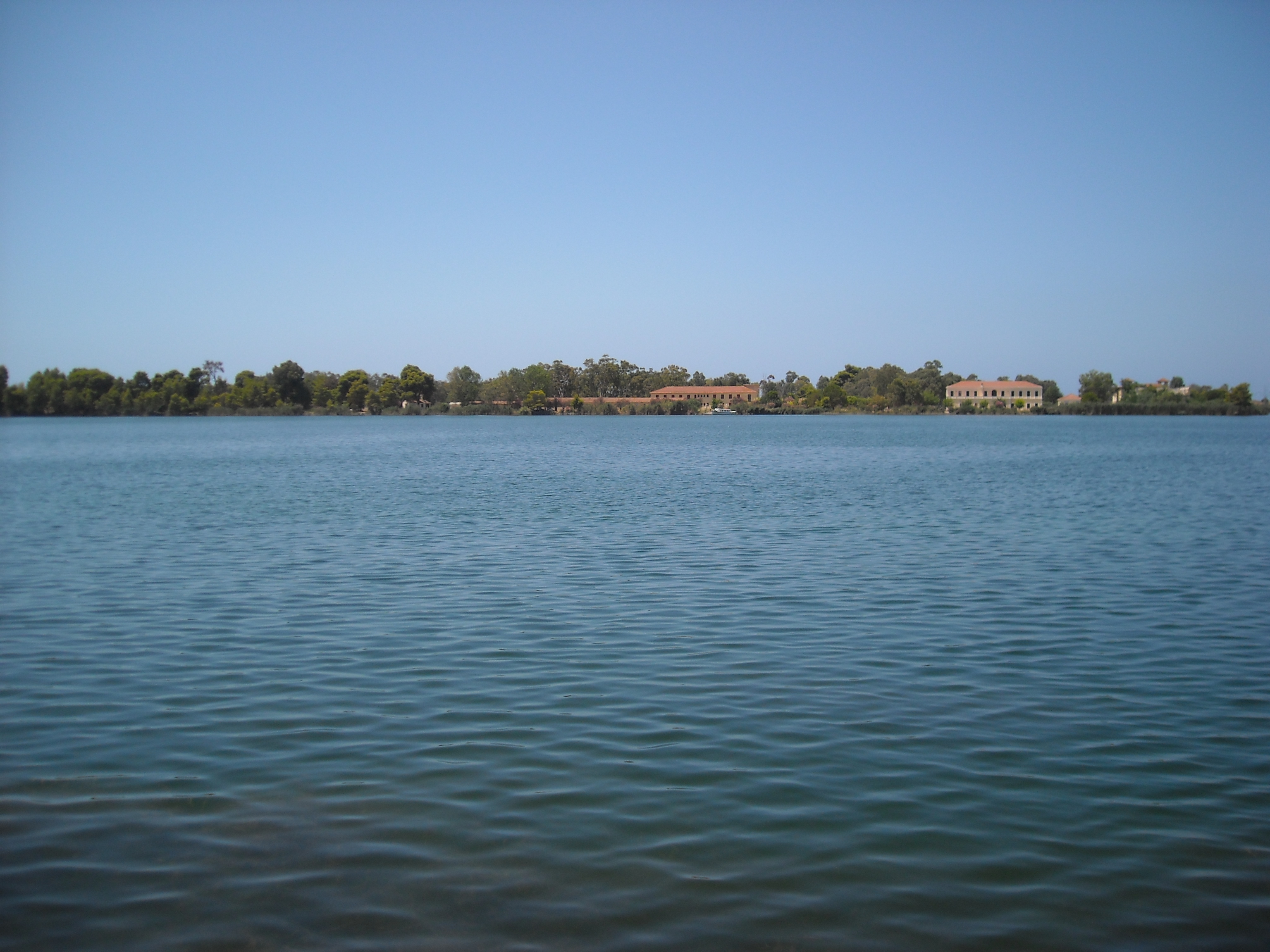
Озеро Кайафа
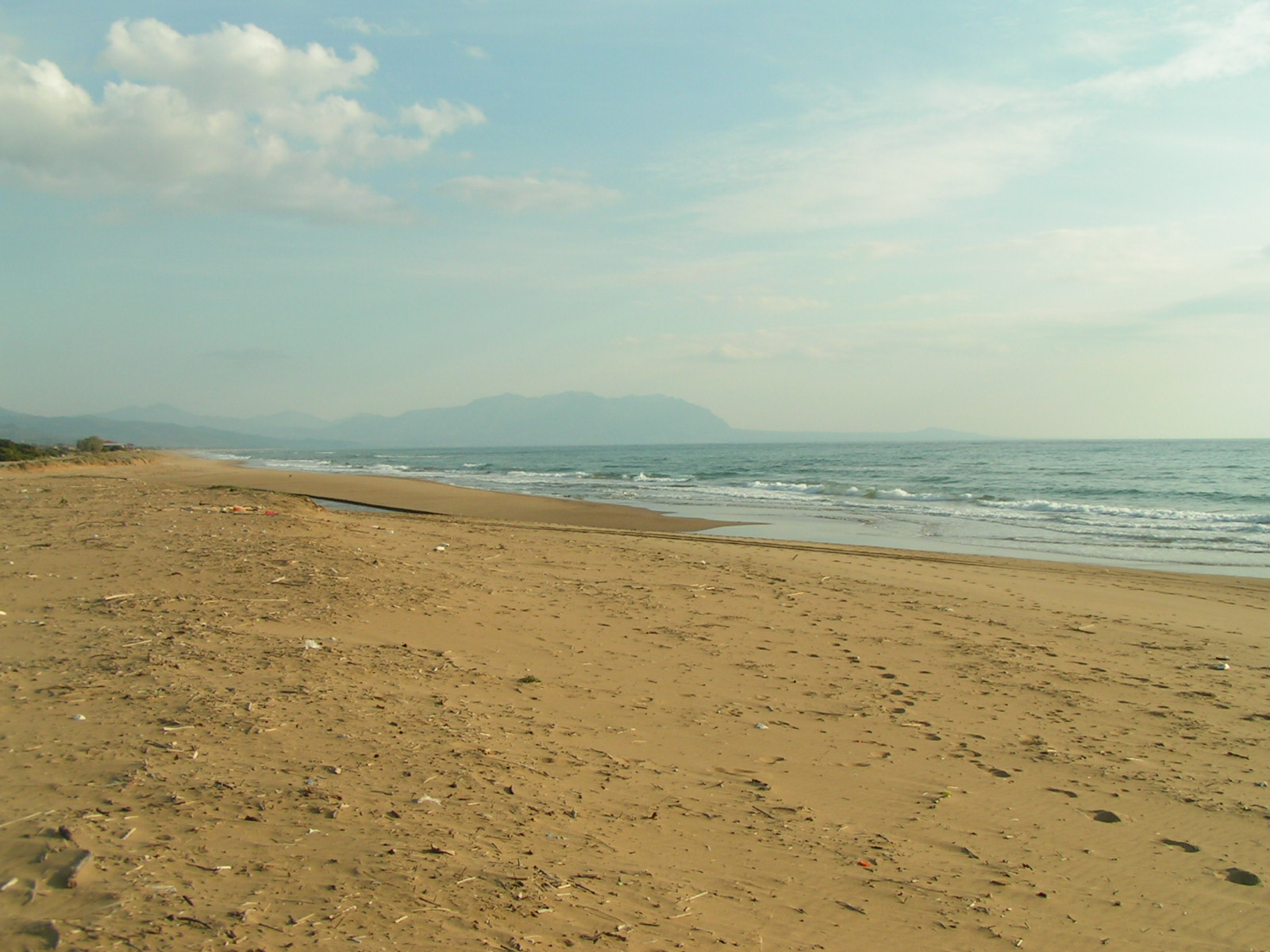
Пляж Захаро зимой
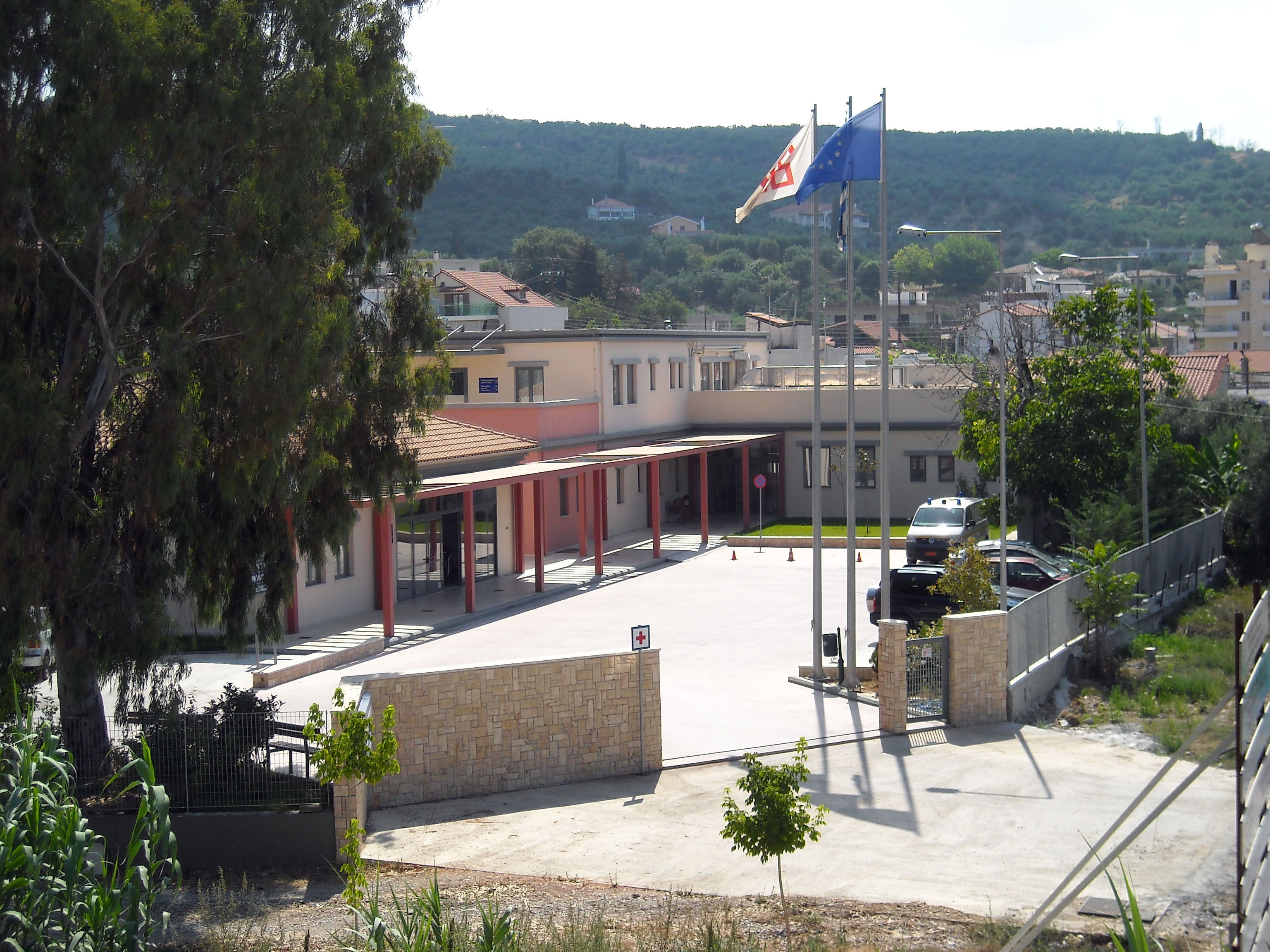
Больница Захаро
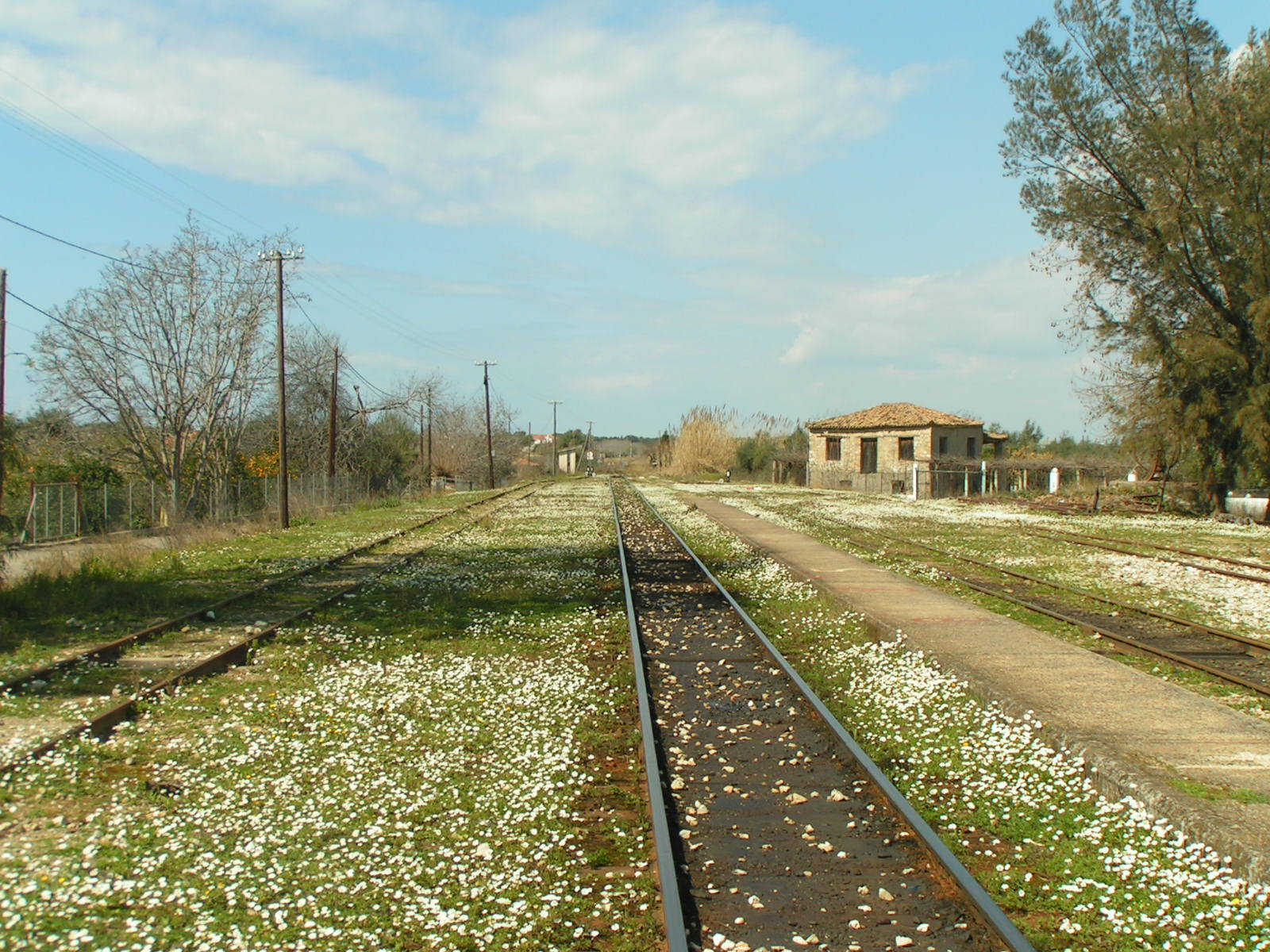
Захаро весной